# St.-Bartholomäus-Kirche (Wolkenstein)
Die evangelisch-lutherische St.-Bartholomäus-Kirche in Wolkenstein geht auf einen spätmittelalterlichen Vorgängerbau an gleicher Stelle zurück. Sie wurde in ihrer heutigen Gestalt nach dem Stadtbrand von 1687 im Stil des sächsischen Spätbarock errichtet. Der 1648 erbaute Chorraum im Osten ist als ältester Teil vom Vorgängerbau erhalten geblieben. Das rechteckige Kirchenschiff wurde 1689, der 35 m hohe Turm 1710 vollendet. Der Innenraum der Kirche ist klassizistisch. Das Bauwerk steht seit den 1970er Jahren unter Denkmalschutz.
Kirchenpatron war (und ist) der heilige Bartholomäus; der Tag dieses Heiligen wird jährlich am 24. August begangen. St. Bartholomäus gilt auch als Schutzpatron der Bergleute, Bauern, Hirten und Handwerker sowie der Stadt Wolkenstein.
Die Kirchengemeinde gehört zum Kirchenbezirk Marienberg und damit zur Evangelisch-Lutherischen Landeskirche Sachsens (EvLKS).

## Lage
Das nach Osten ausgerichtete Bauwerk befindet sich in unmittelbarer Nähe zur Burg Wolkenstein.
Der Kirchenvorplatz ist mit kleinteiligen Pflastersteinen ausgelegt, in dem zwei unregelmäßige von Linien begrenzte Flächen mit hellen und dunkelgrauen Steinchen gestaltet wurden: auf der südwestlichen Seite sind das Christusmonogramm und auf der südöstlichen Seite ein großes Kreuzsymbol erkennbar.

## Geschichte
Vermutlich befand sich seit dem 12. Jahrhundert eine kleine Saalkirche im frühgotischen Stil auf dem Berg in Wolkenstein, deren Entstehung mit der Errichtung der dortigen Burg in Zusammenhang stand. Die Einführung der Reformation in den Ämtern Freiberg und Wolkenstein 1536/1537 durch Herzog Heinrich von Sachsen hatte zur Folge, dass alle Einwohner evangelisch-lutherisch wurden. Das Gotteshaus wurde entsprechend dem neuen Glauben im Inneren umgestaltet. Das Kirchengebäude selbst wurde auch umgebaut und/oder erneuert und erhielt nun ein gotisches Aussehen. – Ein großer Stadtbrand im Jahr 1610 führte zur Zerstörung dieses zweiten Kirchengebäudes. Etwa im Jahr 1625 war der Wiederaufbau vollzogen.
Im Jahr 1648 stiftete der Amtmann Johann Rechenberg(k) einen Altar aus Marmor, Alabaster und Porphyr, den Johann Heinrich Böhme d. Ä. gestaltet hatte. Rechenberg veranlasste auch den Einbau eines Chorraums im Osten. Stifter Rechenberg und seine Frau liegen in einer kleinen Gruft unter dem Hauptschiff begraben.
Ein weiterer großer dokumentierter Stadtbrand von 1687 beschädigte vor allem das Mittelschiff der Kirche, nur das Chorgewölbe war stehen geblieben. Die große Glocke war herabgestürzt und zersprungen, auch die Orgel überstand den Brand nicht. Das rechteckige Langhaus bauten die Einwohner neu auf und konnten 1689 die wieder erstandene Kirche feierlich neu einweihen. Der Innenausbau dauerte dagegen noch bis in das Jahr 1815.
Der Kirchturm wurde nach dem Stadtband bis 1710 auch wieder hergestellt. Er trug ein Geläut aus drei Kirchenglocken:
- Die größte Glocke, zum Wiederaufbau 1689 in der Firma Hollitzer in Freiberg[4] gegossen, musste knapp hundert Jahre später (1784) durch einen Neuguss ersetzt werden.[5]
- Im Jahr 1712 wurden die mittlere und die kleine Glocke gegossen und in den Glockenstuhl aufgezogen. Nach 205 Jahren, 1917, wurde die kleine Glocke zur Herstellung von Kriegsgeräten requiriert und eingeschmolzen. Die Christengemeinde konnte 1928 eine neue Glocke gießen lassen.

Gegen Ende des Zweiten Weltkriegs, 1942, waren wiederum die kleine und nun die große Bronzeglocke zu Kriegszwecken abzuliefern. Nach Kriegsende fand sich (nur) die große Glocke unversehrt auf dem Hamburger Glockenfriedhof und wurde in die Kirche zurückgebracht. Im Jahr 1957 erwarb die Gemeinde eine im Jahr 1908 gegossene gebrauchte kleine Glocke. Somit war der Glockendreiklang wieder komplett.
In der Zeit des Wiederaufbaus nach dem Stadtbrand, 1702 wurde das in der Kirche befindliche Kruzifix gestiftet.
Ein größerer baulicher Eingriff erfolgte im Jahr 1817: Die Kircheninnenwände erhielten vollflächigen Putz, die Betstübchen wurden umgebaut und die Emporen fertig verschlagen.
1893/1894 wurde eine Dampfheizung in die Kirche eingebaut, die noch heute in Benutzung ist. Allerdings wird eine umweltfreundliche Modernisierung angestrebt.
In den letzten Jahren der Existenz der DDR, zwischen 1984 und 1989 fand eine große Renovierung der St. Bartholomäuskirche statt, die auf einer im Kirchenraum aufgestellten Foto-Informationstafel detailliert zu sehen ist.
Nach der Wende konnte der historische Altar restauriert werden.
Im Jahr 2016 erfolgten eine Turmsanierung, ein Neubau des Glockenstuhls und eine Restaurierung aller Glocken.
Trotz aller Aktivitäten zum Erhalt der schönen Kirche muss noch wesentlich mehr getan werden, vor allem das Dach, die Heizung und die Fenster müssen saniert bzw. erneuert werden.

## Architektur

### Außen
- Kirchenschiff

Die Abmessungen des Kirchenschiffs betragen: 38 m lang (bis zur Mitte der halb-sechseckigen Apsis) und 18,50 m breit (an der breitesten Stelle in der Mitte des Bauwerks). Das Walmdach ist auf der Westseite etwas höher als auf der Ostseite des Gebäudes.
Bei weiteren Restaurierungen zu Beginn des 21. Jahrhunderts legten die Arbeiter ein Relief unter dem Putz frei, das sich in der Fassade neben einem kleineren Kircheneingang befindet; das Motiv ist kaum erkennbar.
Das gesamte Kirchengebäude erhielt bei den letzten Renovierungen in Abstimmung mit dem Denkmalamt einen leuchtend gelben Putz.
- Turm

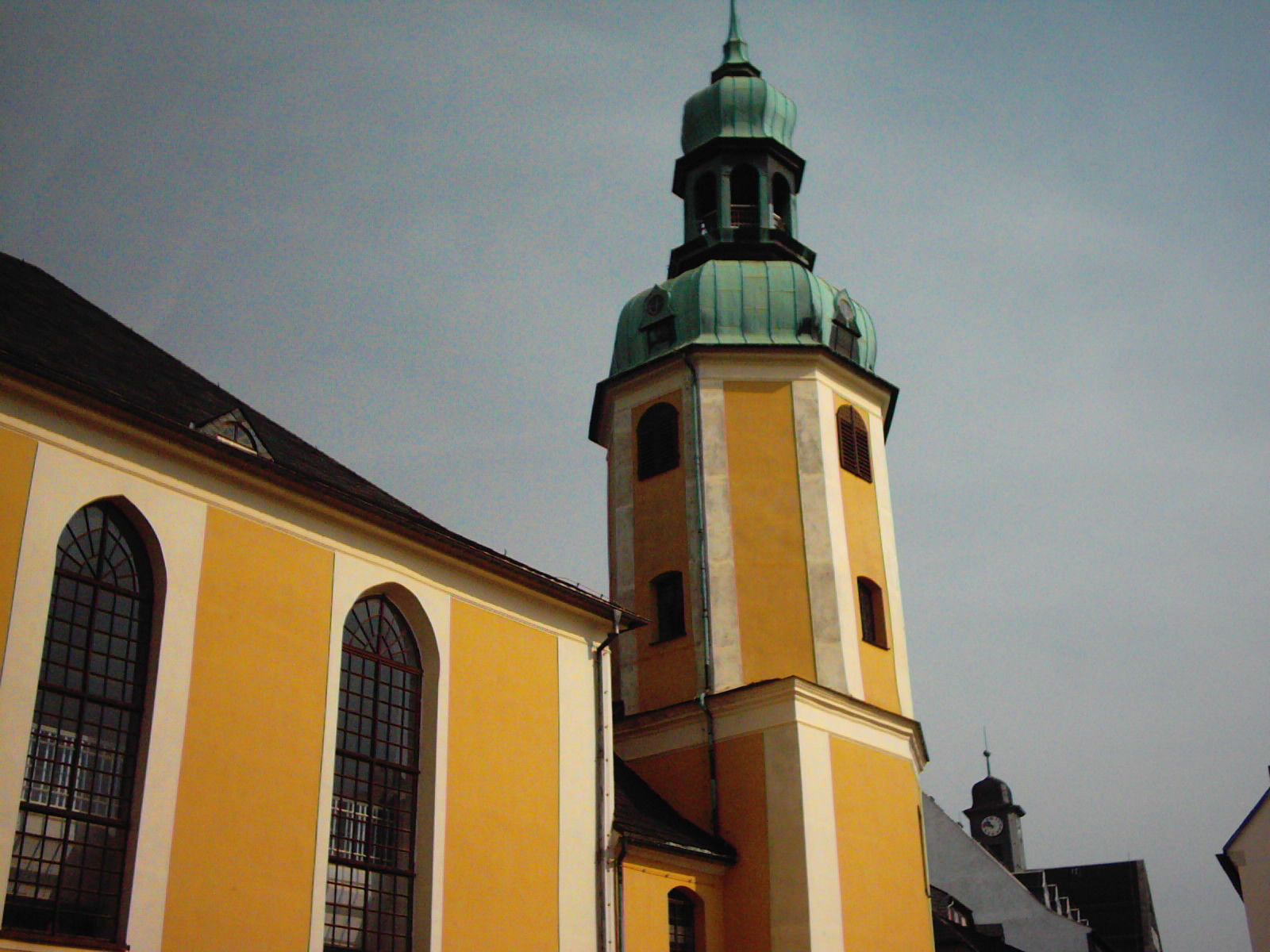
Turm

Der Kirchturm mit einem fast quadratischen Grundriss (Seitenlängen rund 6,50 m) ist 35 m hoch und wurde südlich des Kirchengebäudes angebaut. Um das Jahr 1840 hatte die Gemeinde eine Erhöhung des Turms um 8 Ellen (~4 m) auf die jetzige Höhe vornehmen lassen. Damit verbunden war der Neubau der Glockenstube, nun eine Etage höher. Der Turmaufsatz ist achteckig, das mit Kupfer gedeckte Dach in Form einer geschweiften Haube wird von einer Laterne bekrönt, über der sich ein Kreuz auf einer Turmkugel erhebt.
Die Außenwand des Turmes trug lange Jahre ein steinernes Relief des Heiligen Georg im Kampf mit dem Drachen, das vermutlich um 1450 entstanden ist. Das stark verwitterte Relief wurde 1986 bei den oben genannten Renovierungsarbeiten ins Innere der Kirche umgehängt.

### Innen

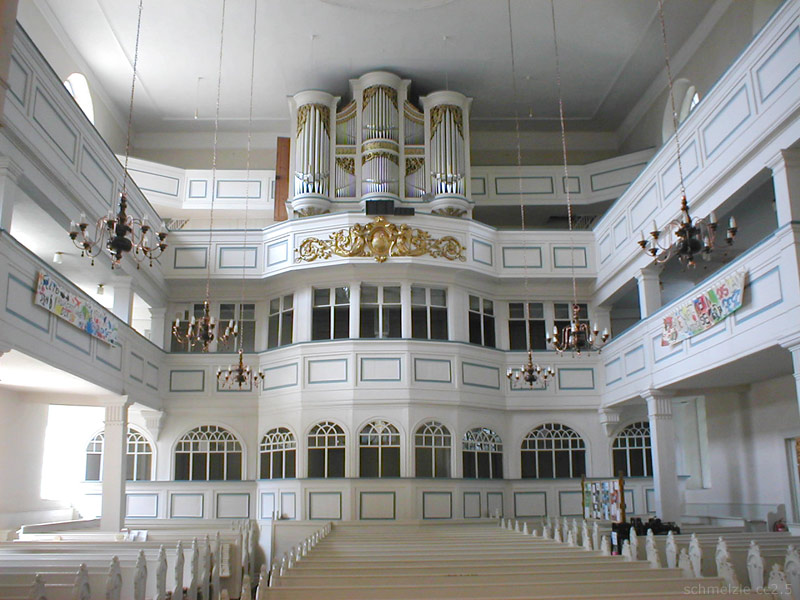
Westempore mit Orgel und Emporenverschlägen

Der eingezogene Chor- oder Altarraum besitzt einen dreiseitigen Schluss, und er ist mit einem Kreuzrippengewölbe versehen.
Im Kircheninneren befinden sich schmuckvolle zweigeschossige hölzerne Emporen, die sich über drei Seiten des Langhauses erstrecken. Sie haben bis zur kürzlich erfolgten Entfernung einiger nicht mehr restaurierbarer Teile das Langhaus fast komplett umschlossen. Die zu ebener Erde angeordneten Emporenlogen sind verglast und sind/waren wahrscheinlich Ehrengästen vorbehalten, die in der Öffentlichkeit nicht so erkannt werden wollten.

## Ausstattung

### Chor mit Altar, Kanzel, Taufstein, Gestühl

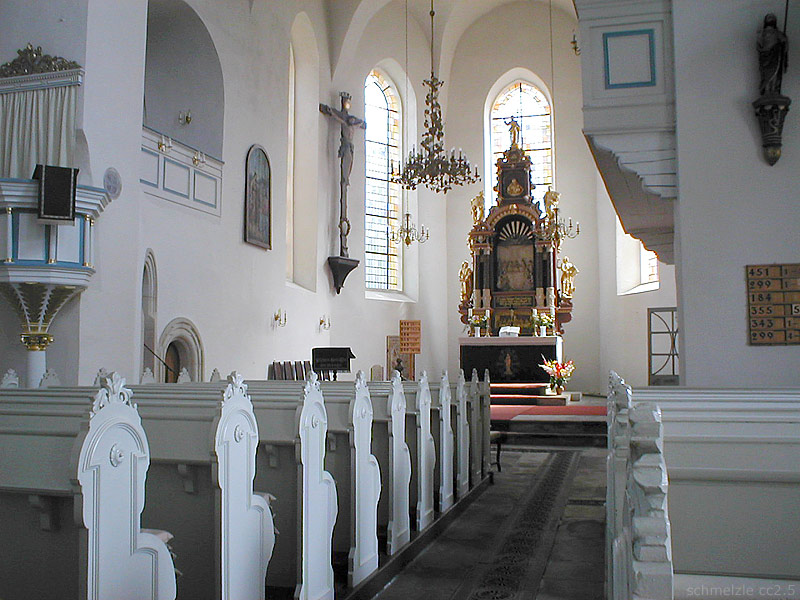
Blick zum Chor mit Altar und Kruzifix, im Vordergrund einige Kirchenbänke

Der Chor wird dominiert von dem aus feinsten Materialien bestehenden Hochaltar, der den Stadtbrand unbeschädigt überstanden hat. Er zeigt die Pfingstgeschichte mit reliefartig herausgearbeiteten Figuren: in der Predella ist das Abendmahl dargestellt, darüber die Apostel bei der Ausgießung des Heiligen Geistes und darüber Gottvater mit der Weltkugel und dem sieghaften Christus. Die Darstellung wird von den vier Evangelisten und ihren Symbolen flankiert. Bis zum Jahr 1843 verdeckte ein Ölbild das ursprüngliche Altarbild für einige Jahrzehnte; es zeigt Jesus im Gespräch mit der Samariterin. Um das Ölbild dann in den Altar einpassen zu können, wurden Teile des ursprünglichen Altarreliefs (Apostel im unteren Bereich) abgeschlagen. – In der Predella befindet sich folgender Bibelspruch: „Wer mein Fleisch ißet Und Trinket mein Blut hat das ewige Leben und ich werde ihn am Jüngsten tage aufferwecken.“

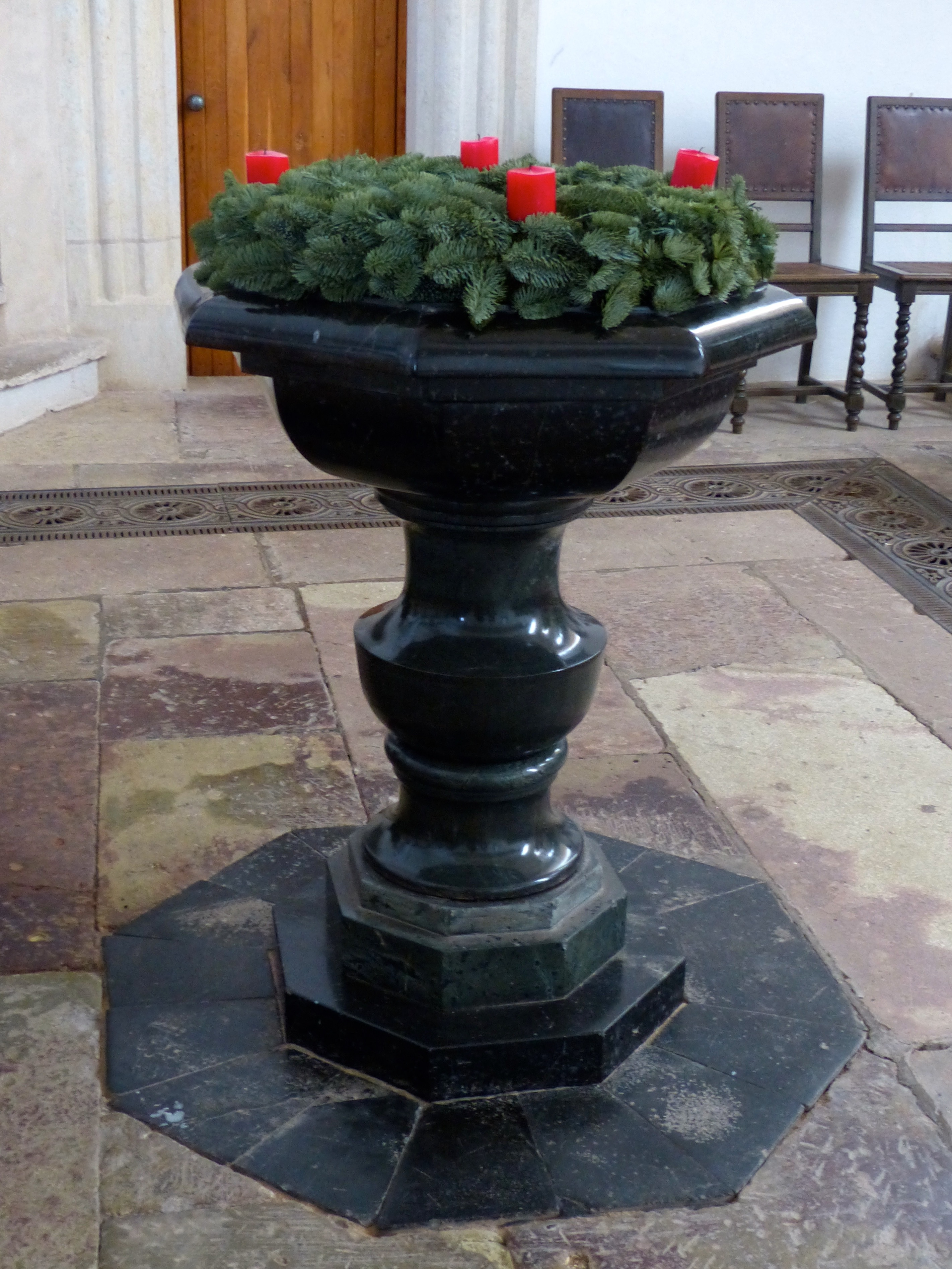
Taufstein

In der nördlichen Ecke des Chorraumes ist eine achteckige Kanzel auf einem Säulenfuß platziert. Oberhalb des vergoldeten Säulenkapitells weitet sich die Stütze fächerförmig bis zur Breite des Kanzelkorbs. Die weißen Flächen der acht Felder des Korbes sind mit blauen Rahmungen betont, alle Ecken sind mit schlanken weißen Säulen eingefasst und in Teilen dezent vergoldet.

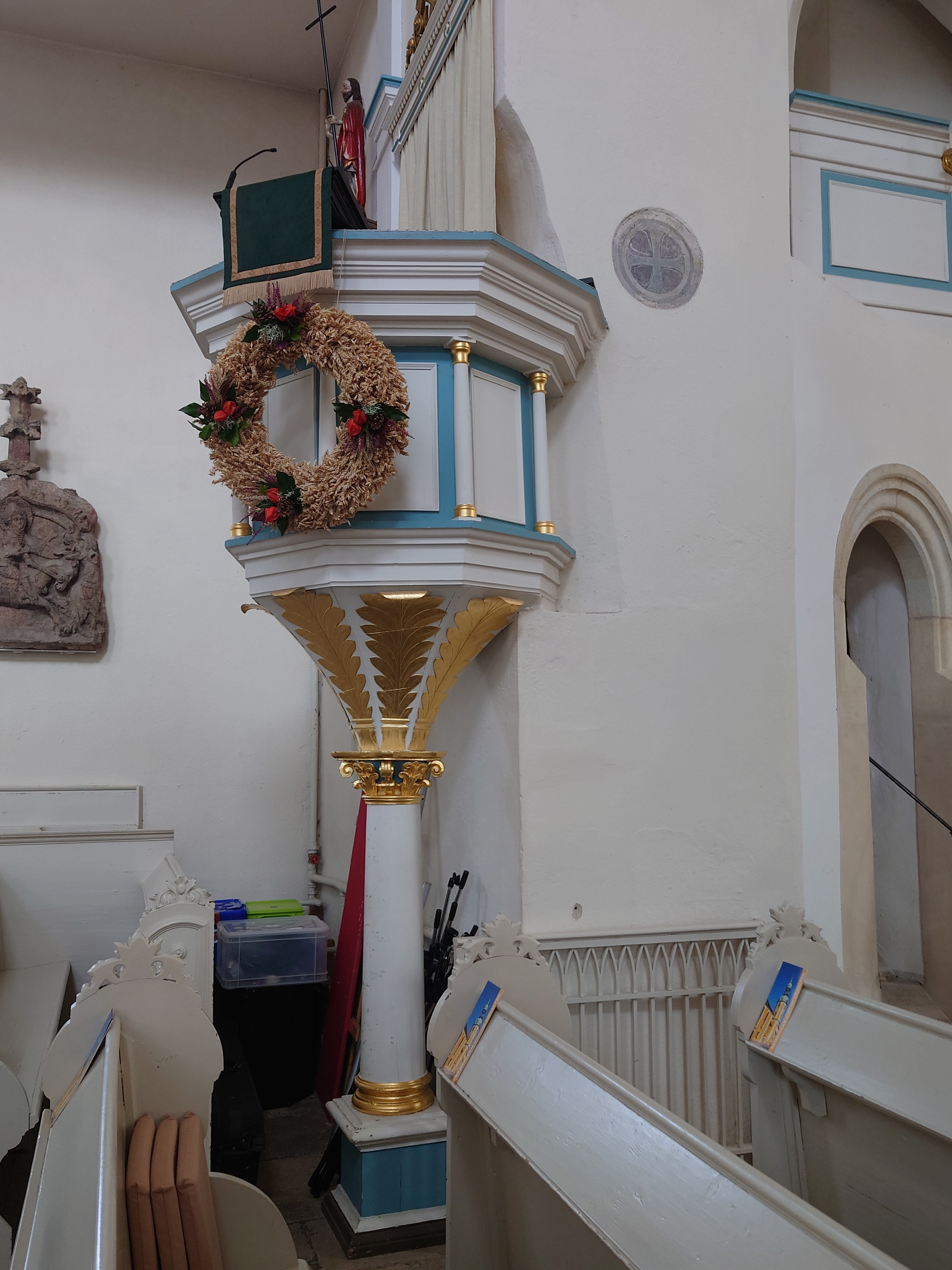
Kanzel

Der (erhaltene) Taufstein ist eine weitere Stiftung aus dem Jahr 1755. Er besteht aus schwarzem Zöblitzer Serpentinstein. Das achteckige Becken trägt einen ebenfalls achteckigen Deckel, dessen waagerechte Kanten und das Griffelement vergoldet sind. Das gesamte Werk steht auf einem festen wiederum aus Serpentin gearbeiteten Säulenfuß.
Die hölzernen Kirchenbänke sind weiß gestrichen und mit geschnitzten Wangen verziert. Sie stehen in drei Reihen mit zwei Längsgängen unterbrochen und bieten, zusammen mit den Sitzgelegenheiten auf den Emporen, (geschätzt) rund 500 Besuchern Platz. Ihre Entstehungszeit ist nicht überliefert.
Die heutigen Fußbodenplatten in den Kirchenschiffen wurden 1884 verlegt.

### Fenster, Kruzifix und Beleuchtung
Zwischen 1893 und 1917 ließ die Kirchengemeinde vier Glasgemäldefenster im Chorraum einbauen, Motive und Künstler sind nicht bekannt. Diese Fenster gingen am Ende des Zweiten Weltkriegs bei einem Bombenabwurf am 14. Februar 1945 zu Bruch.
Die hoch-spitzbogigen Sprossenfenster im Chorraum erhielten eine neue Verglasung: Nur ihre Randteile sind leicht farbig mit gelblichen und grünlichen Rechtecken gestaltet. Die mittleren Teile, ebenfalls in kleine Rechtecke gegliedert, lassen das unverfälschte Tageslicht in den Raum (siehe Galerie).
Das Kruzifix wird von Fachleuten noch vor 1702 datiert, es stand lange Zeit in der Nähe des Taufsteins. Später erhielt es seinen heutigen Platz an der nordöstlichen Chorwand auf einer hölzernen Konsole.
Der schmuckvolle mehrarmige Kronleuchter im Chorraum ist ein Bronzeguss und wurde im Jahr 1857 von der Familie des Mühlenbesitzers Flath gestiftet. Anlässlich der 1980er Renovierung des Kirchengebäudes restaurierte die Firma Paul Lorenz aus Grüna den Leuchter und er kam bei der Wiedereinweihung des Gotteshauses am 29. Oktober 1989 an seinen alten Platz. In diesen Jahren wurde die Beleuchtung durch weitere kupferne Hängeleuchter ergänzt.
<left>

Weitere Details der Kirche
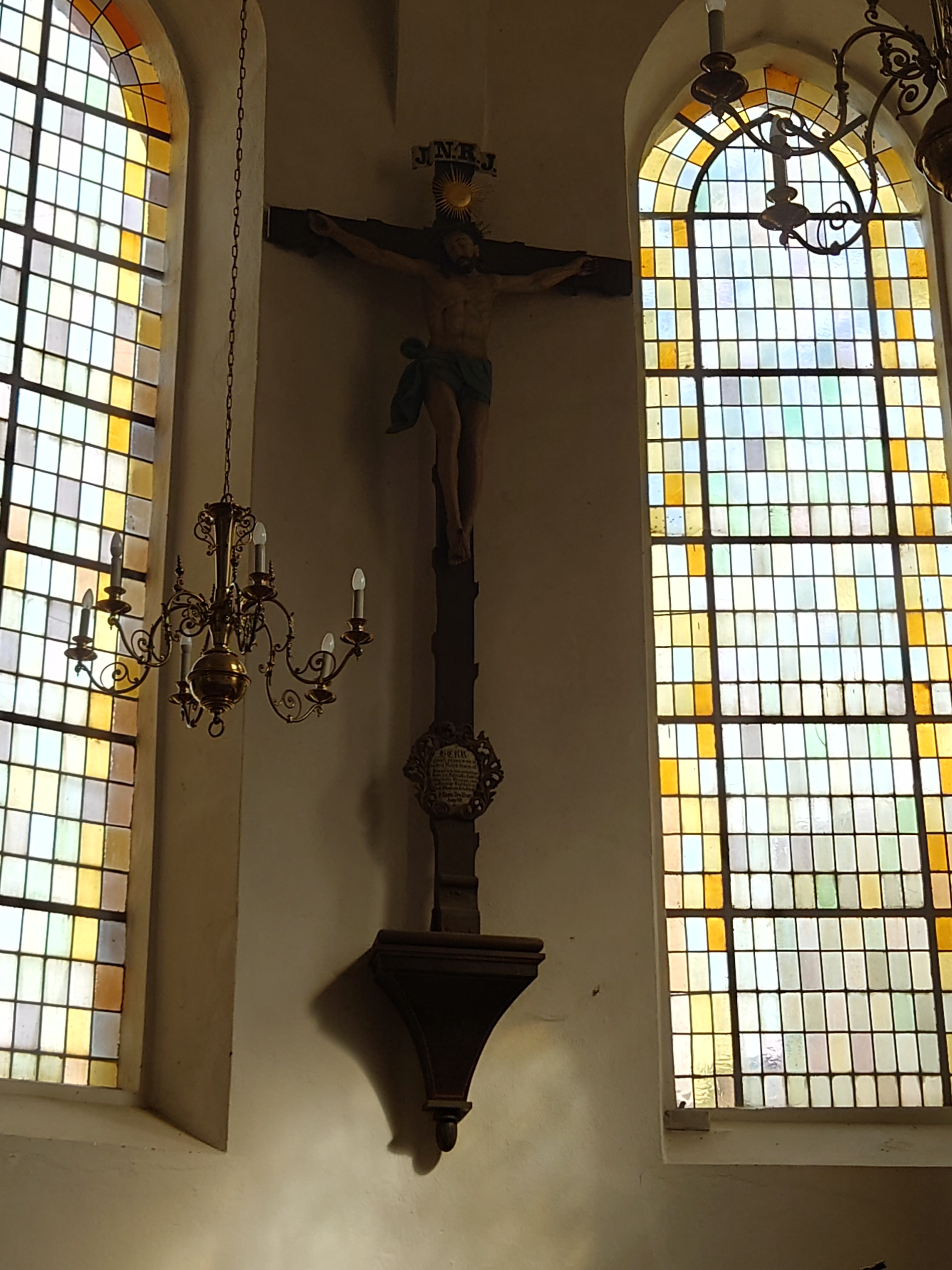
Zwei Chorfenster mit Kruzifix dazwischen
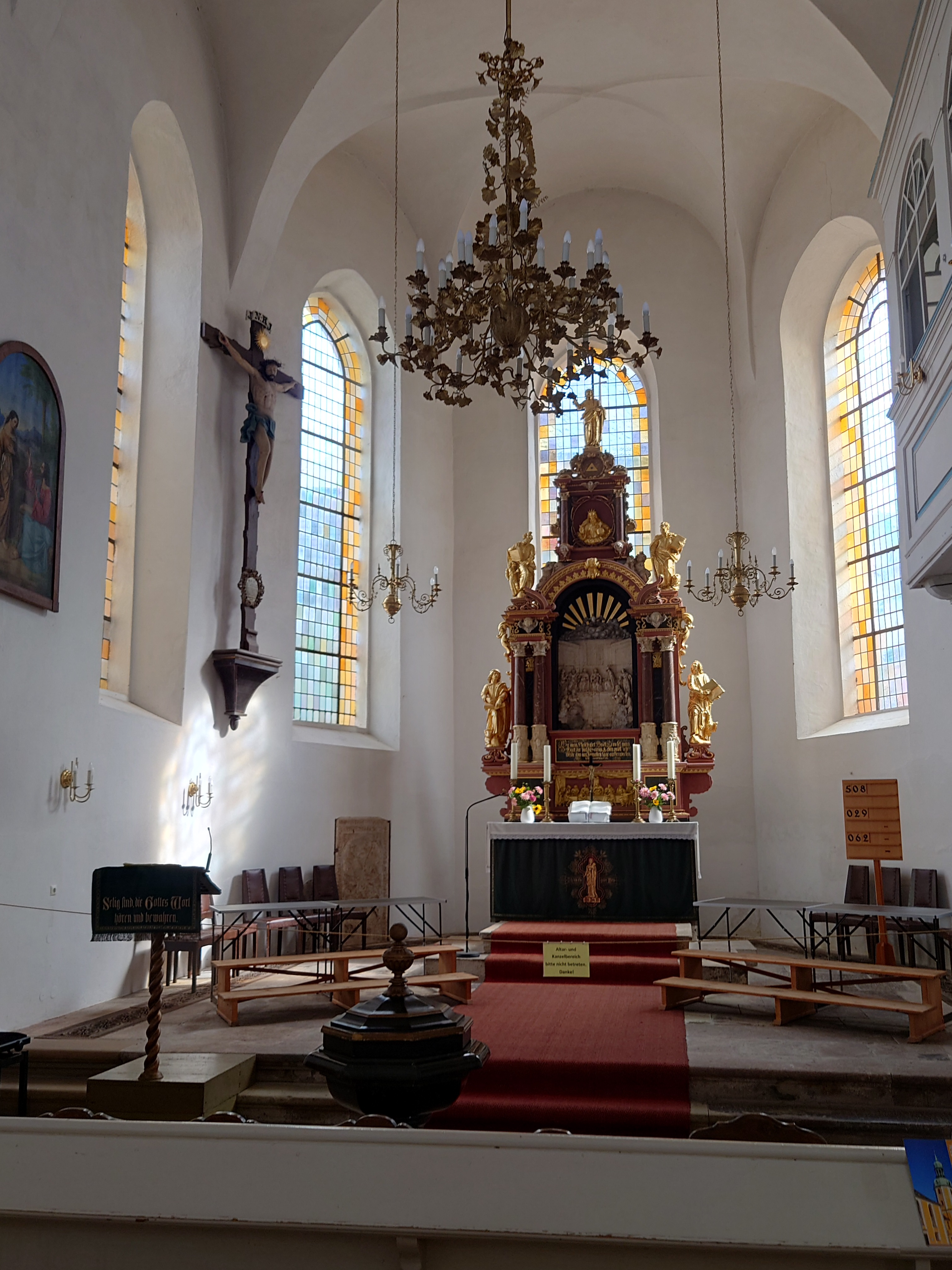
Chorraum mit dem histor. Kronleuchter, Chorfenstern, Kruzifix, Kanzel
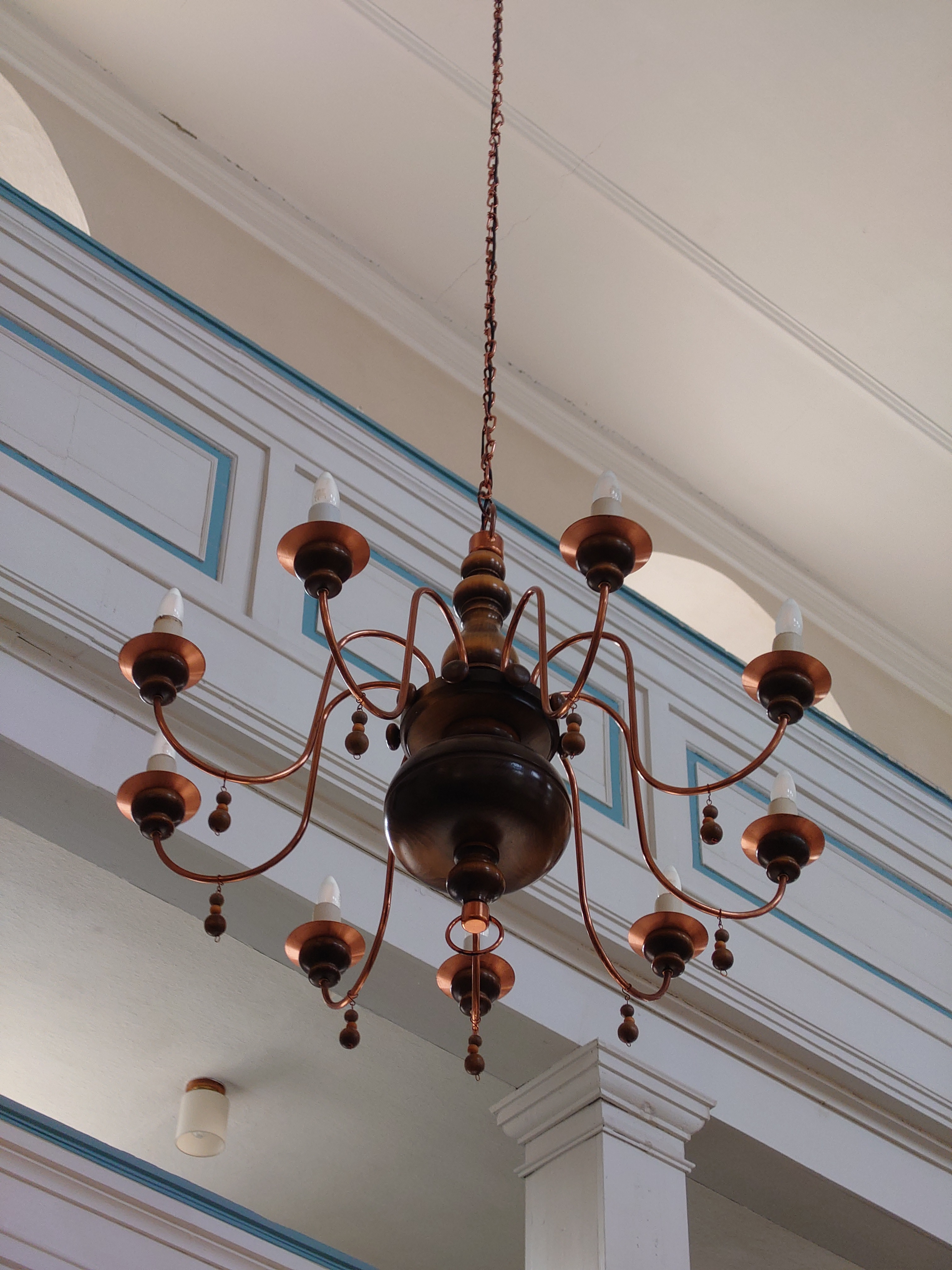
Einer der Kupferkronleuchter aus den 1950er Jahren
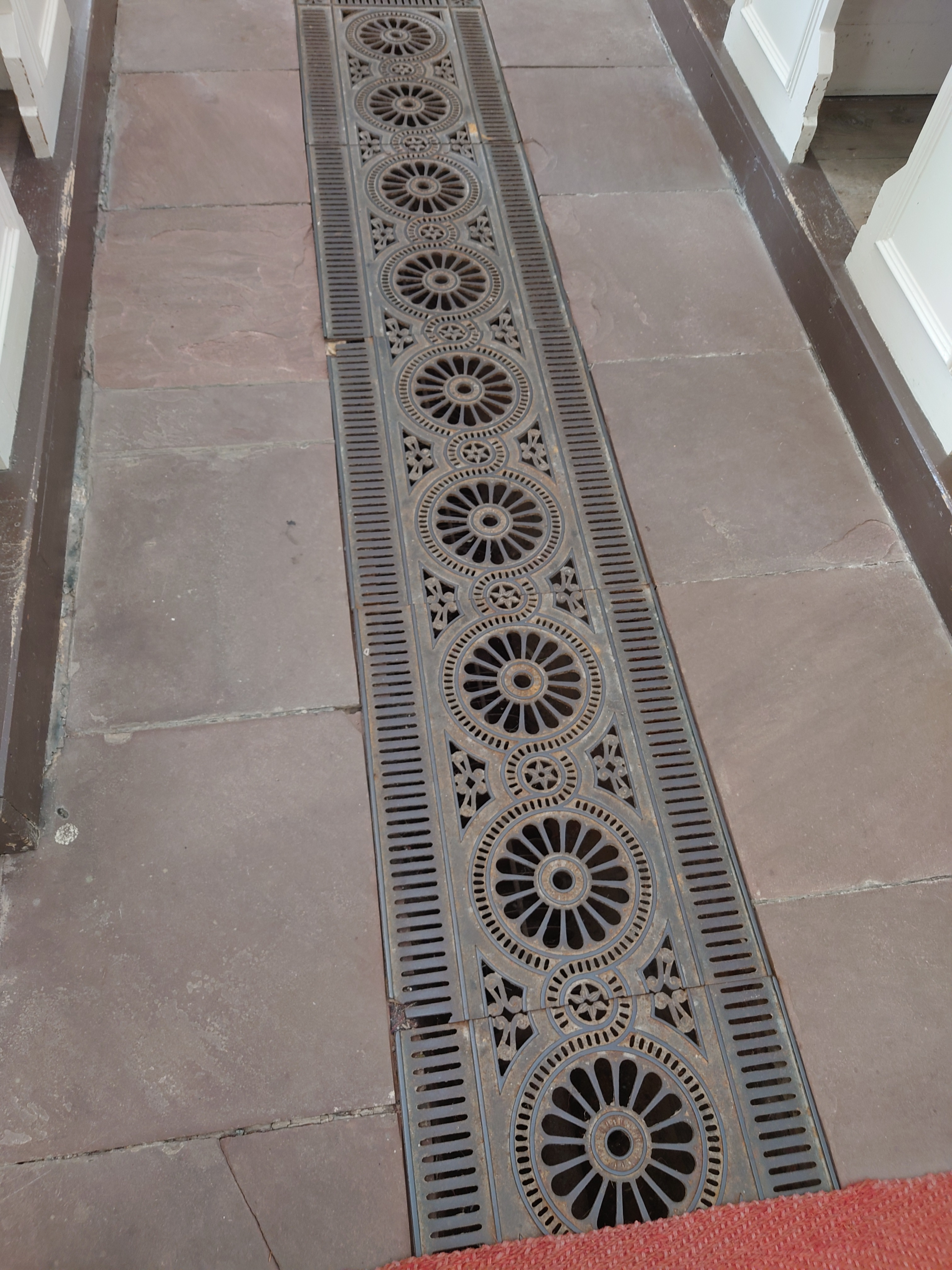
Lüftungsplatten für die Heizung (?)
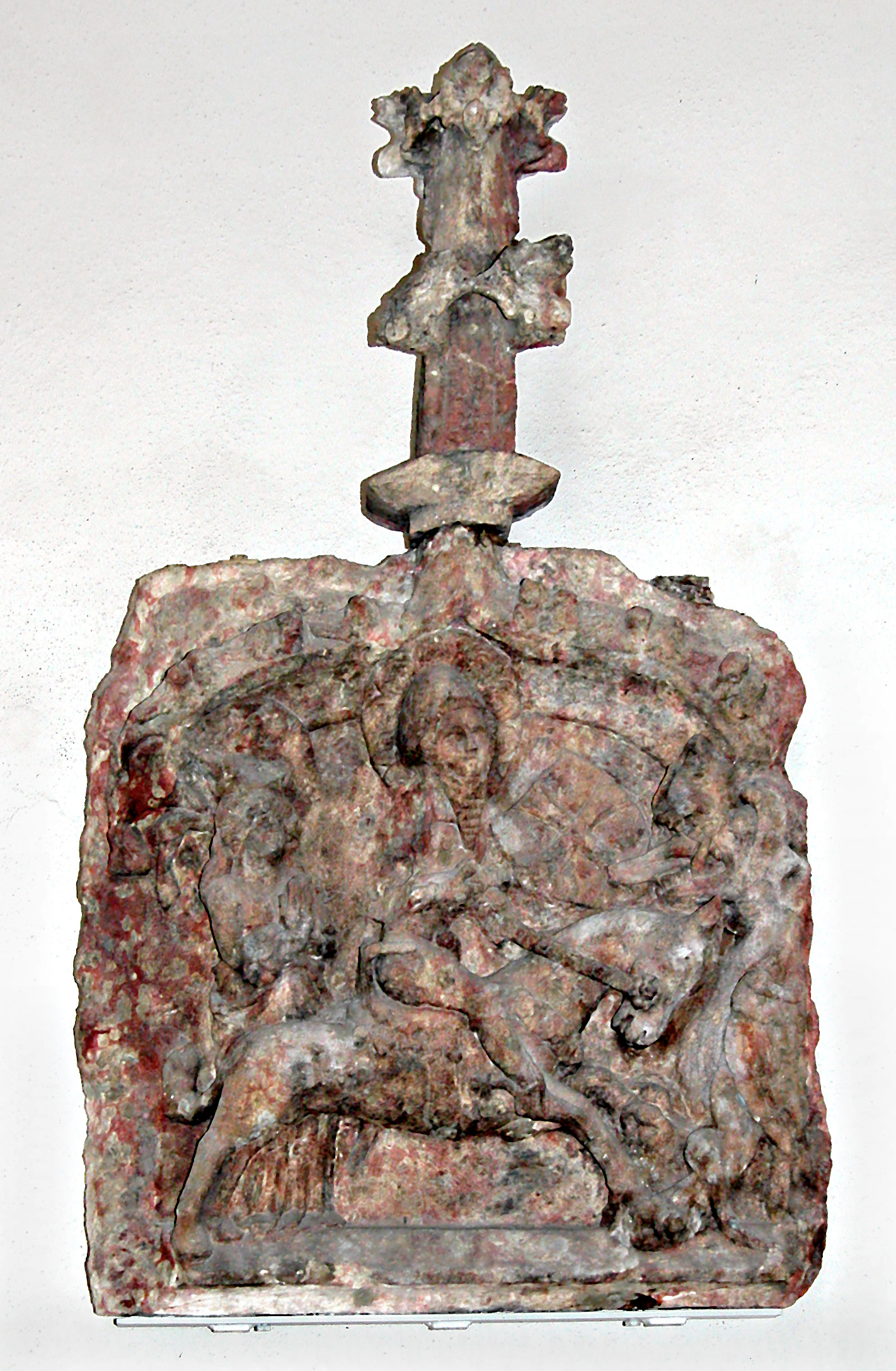
eh. Putzrelief: St. Georg
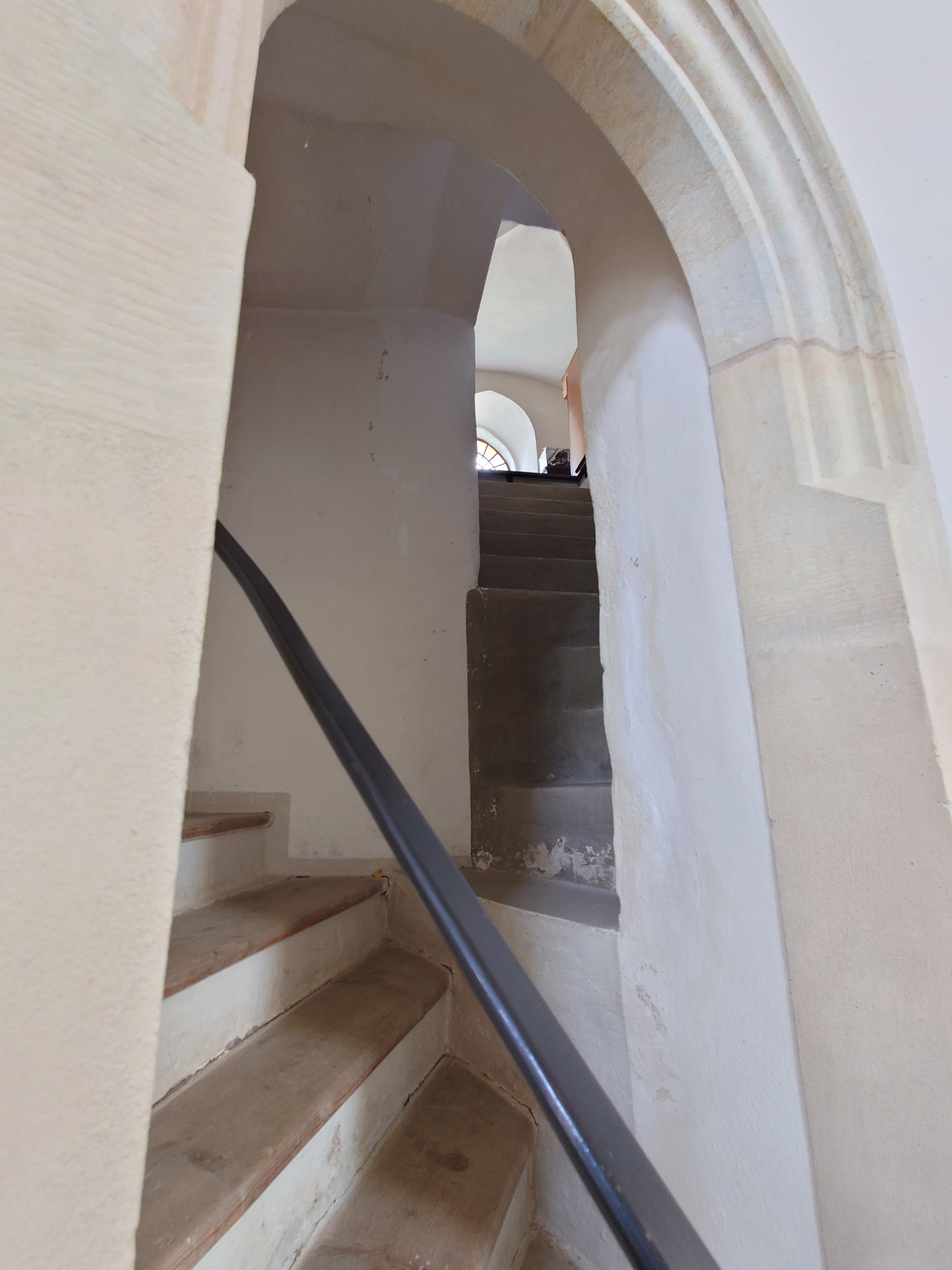
Treppe zu den Emporen
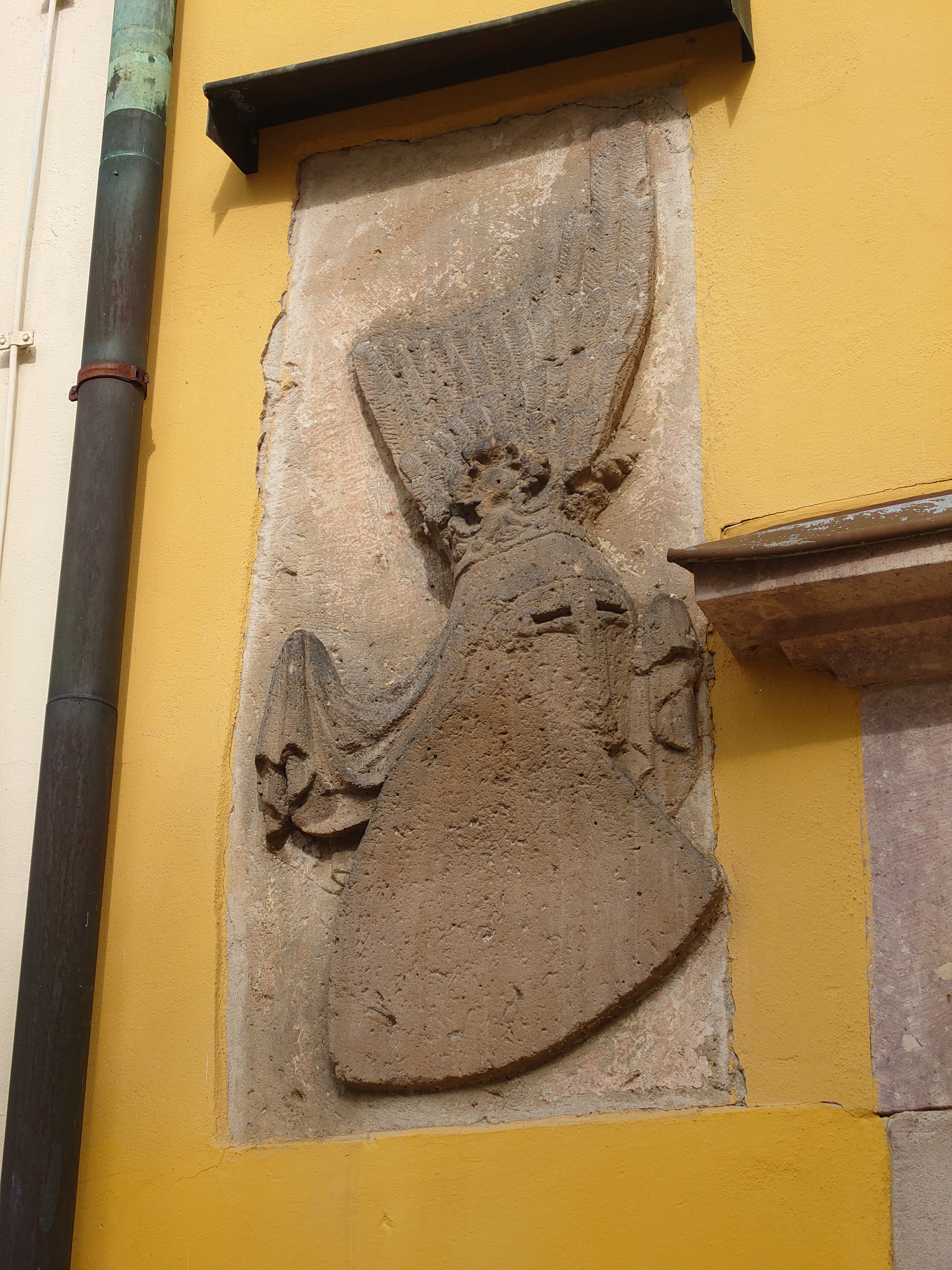
Putzrelief: Ritter mit Helmbusch und Schild (?)

### Orgel

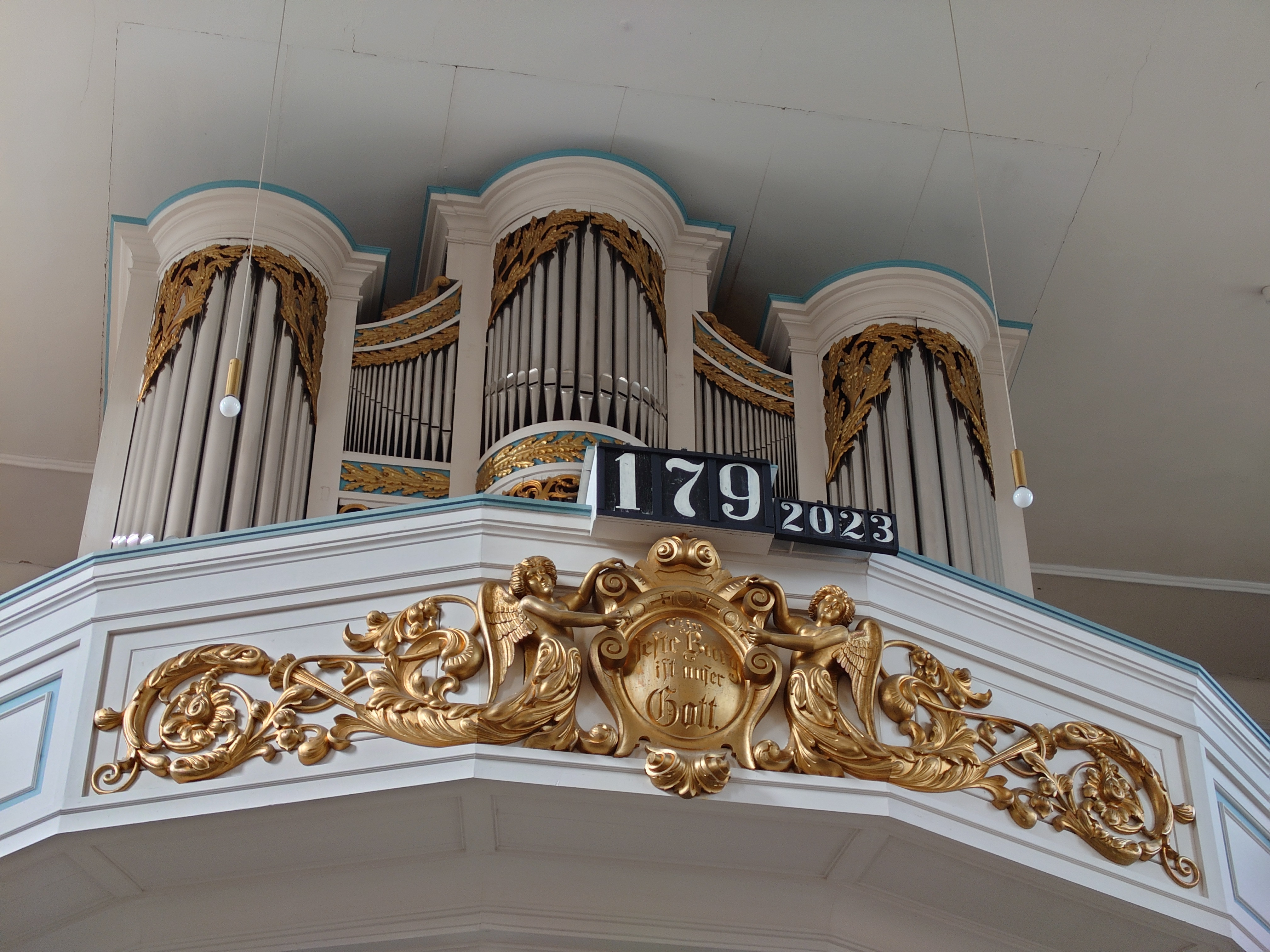
Orgelprospekt

Bereits im Jahr 1385 wurden in einer Donationsurkunde eine Orgel und ein Singechor in dieser Kirche erwähnt.
Offenbar wurde die Orgel bei den Bränden und Kriegshandlungen zerstört, denn in den Unterlagen der Kirchengemeinde findet sich der Hinweis, dass im Jahr 1712 eine neue Orgel eingebaut wurde. Bei den Metallspenden im Ersten Weltkrieg mussten zusätzlich zu der kleinen Kirchenglocke auch zahlreiche zinnerne Orgelpfeifen im Gewicht von 204 kg abgeliefert werden. Zur Komplettierung des Instruments erhielt die Gemeinde 1931 neue Prospektpfeifen aus Zink.
Die in der zweiten Etage der Empore an der Westseite installierte zweimanualige Orgel mit 26 Registern (12-9-5) und mehr als 1800 Pfeifen wurde in der Werkstatt des Orgelbauers Christian Gottlob Steinmüller aus Grünhain 1817/18 als sein drittes Werk erbaut. Hier in der Kirche erfolgte am 13. September 1818 die Orgelweihe.
Reinhard Schmeisser aus Rochlitz nahm 1963/64 eine dezente neobarockisierende Umdisponierung vor.
Nach der Wende, im Jahr 2007 restaurierte Georg Wünning aus Großolbersdorf das Instrument gründlich; der Abschluss dieser Arbeiten erfolgte im Jahr 2008 mit einer Orgelweihe.
Der Prospekt mit den drei Pfeifenbündeln und den feinen Vergoldungen bildet zusammen mit der großflächigen vergoldeten Kartusche an der Balustrade, gehalten von zwei goldenen Engeln, einen besonderen Blickfang im überwiegend weiß gehaltenen Kirchenraum.
Disposition:
| I Hauptwerk C |                 |                |
| 01.           | Bordun          | 16′            |
| 02.           | Principal       | 08′            |
| 03.           | Viola di Gamba  | 08′            |
| 04.           | Gedackt         | 08′            |
| 05.           | Flauto traverso | 08′            |
| 06.           | Octave          | 04′            |
| 07.           | Spitzflöte      | 04′            |
| 08.           | Quinte          | 03′            |
| 09.           | Superoctave     | 02′            |
| 10.           | Mixtur          | 4f. 11/3′      |
| 11.           | Cornett         | 3f. 22/3′ ab g |
| 12.           | Trompete        | 08′            |

| II Unterwerk d3 |                  |         |
| 13.             | Lieblich Gedackt | 08′     |
| 14.             | Salicional       | 08′     |
| 15.             | Quintatön        | 08′     |
| 16.             | Principal        | 04′     |
| 17.             | Waldflöte        | 04′     |
| 18.             | Nasat            | 03'     |
| 19.             | Superoctave      | 02′     |
| 20.             | Flageolet        | 01′     |
| 21.             | Mixtur           | 3f. 01′ |

| Pedal C–c1 |              |     |
| 22.        | Violonbass   | 16′ |
| 23.        | Subbass      | 16′ |
| 24.        | Octavbass    | 08′ |
| 25.        | Posaunenbass | 16′ |
| 26.        | Clarine      | 04′ |

- Spielhilfen, Koppeln: Normalkoppeln

## Geläut
Das Geläut besteht aus drei Bronzeglocken, der Glockenstuhl ist aus Eichenholz gefertigt.
| Nr. | Gussjahr | Gießerei         | Durchmesser in mm | Masse in kg | Schlagton | Bemerkungen, ggf. Inschrift                    |
| --- | -------- | ---------------- | ----------------- | ----------- | --------- | ---------------------------------------------- |
| 1   | 1689     | J. G. Gräfe      | 1230              | 1100        | e′        | Neuguss 1784                                   |
| 2   | 1712     | Michael Weinhold | 1040              | 0600        | g′        |                                                |
| 3   | 1908     | C. A. Bierling   | 0770              | 00280       | h′        | Ersatzkauf für die 1942 eingeschmolzene Glocke |

## Seelsorge und sonstiges

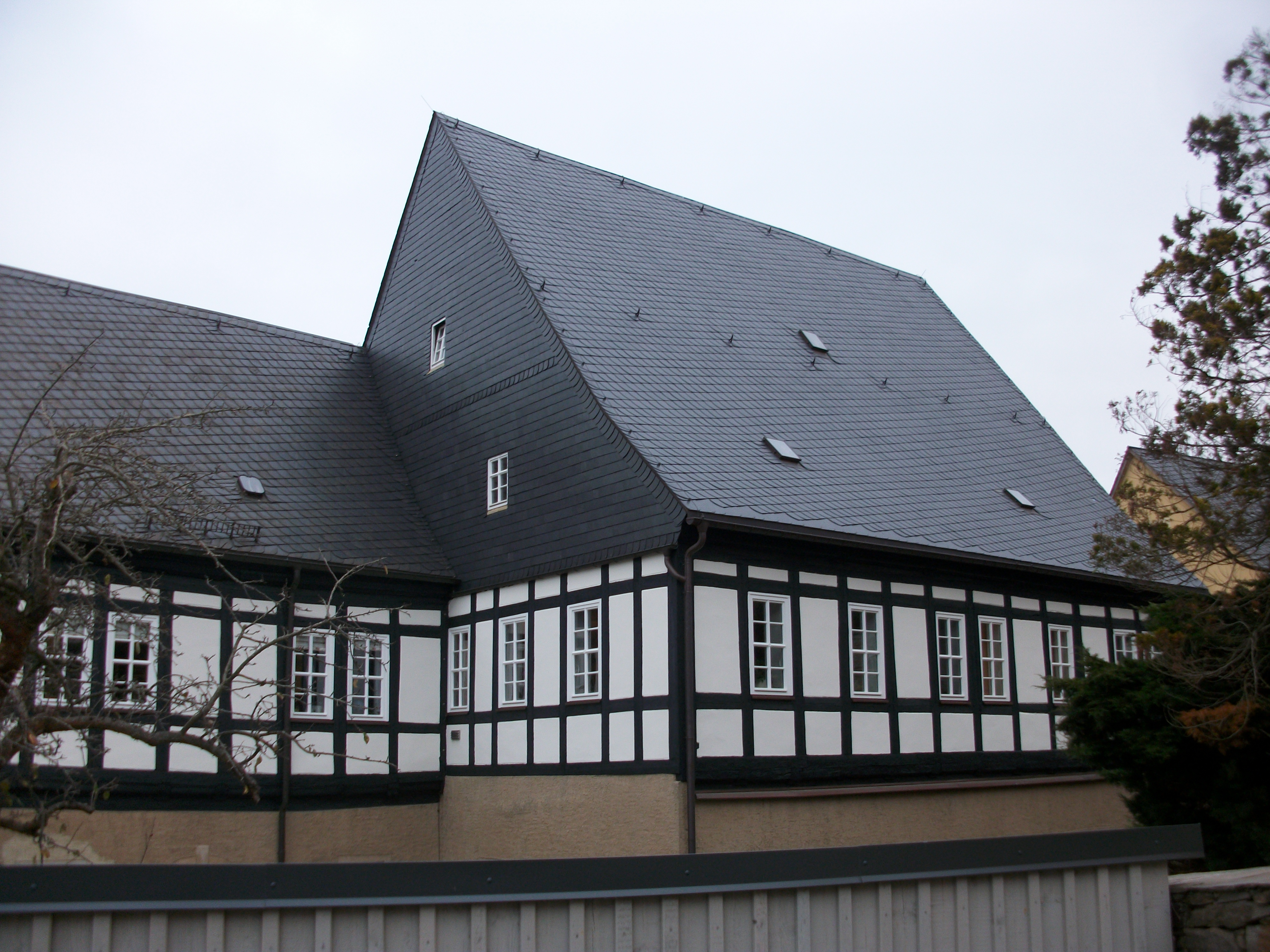
Alte Pfarre, jetzt Gemeindehaus der Bartholomäuskirchgemeinde

### Pfarrer (Auswahl)
In dem zur Kirche gehörendem Pfarrhaus in der Marienberger Str. 12 wohn(t)en folgende Familien:
- 1323 ein (nicht namentlich benannter) Pfarrer aus Wolkenstein wird in einer Urkunde der Waldenburger Herrschaft zitiert
- 2022: Michael Schmidt (Pfarrer/Referent)
- 2023: Michael Ahner[11]

### Gemeindeleben und Sonstiges
Die Gemeinde unterhält etliche Gemeindekreise für Mitglieder aller Altersgruppen – von Kindern bis zu Senioren.
- Das Gotteshaus ist eine offene Kirche.
- Unterhält einen Posaunenchor
- Die Kirche samt Orgel wird auch für Kulturveranstaltungen („Sommerkirche“), insbesondere für Konzerte genutzt.[12]

Die Gemeindemitglieder Matthias Haase und Horst Gerlach haben ein 3-D-animiertes Video mit dem Titel „Darstellung der Hauptbauphasen der Bartholomäuskirche in Wolkenstein“ gedreht, das im Jahr 2011 den Sächsischen Landespreis für Heimatforschung erhielt.